# Parafia św. Mikołaja w Łoniowie
Parafia pw. Świętego Mikołaja w Łoniowie – parafia rzymskokatolicka z siedzibą w Łoniowie, znajdująca się w diecezji sandomierskiej w dekanacie Koprzywnica. Erygowana w 1319.

## Zasięg parafii
Do parafii należą wierni z miejscowości: Jasienica, Krowia Góra, Łoniów, Otoka, Suliszów, Świniary, Trzebiesławice i Zawidza.
Grupy parafialne: Bractwo Szkaplerza Świętego, koła żywego różańca, Koło Przyjaciół Radia Maryja i Telewizji Trwam, Liturgiczna Służba Ołtarza, schola, Stowarzyszenie Rodzin Katolickich, Trzeci Zakon św. Franciszka.
Cmentarz: parafialny, odległość od kościoła 800 m.